# Крутихинский сельсовет (Новосибирская область)
Крутихинский сельсовет — сельское поселение в Кыштовском районе Новосибирской области.
Административный центр — село Крутиха.

## География
Территория поселения общей площадью 436,76 км² расположена на расстоянии 655 километров от областного центра, в 55 километрах от районного центра и в 213 километрах от ближайшей железнодорожной станции Чаны. Экономико-географическое положение не очень выгодное.

## История
Крутихинское сельское поселение (сельсовет) образовано в 1932 году.

## Население
| 2002 | 2007 | 2008 | 2010 | 2012 | 2013 | 2014 |
| ---- | ---- | ---- | ---- | ---- | ---- | ---- |
| 372  | ↘308 | ↘295 | ↘197 | ↘188 | ↘181 | ↘168 |
| 2015 | 2016 | 2017 | 2018 | 2019 | 2020 | 2021 |
| ↘162 | ↘159 | ↘157 | ↘150 | ↘137 | ↘125 | ↘122 |

Этнический состав населения: русские, эстонцы.

## Состав сельского поселения
| № | Населённый пункт | Тип населённого пункта       | Население |
| - | ---------------- | ---------------------------- | --------- |
| 1 | Аникино          | деревня                      | ↘35       |
| 2 | Крутиха          | село, административный центр | ↘162      |

Упразднена в 2010 г. деревня Новоеланка.